# Lista de deputados estaduais de Pernambuco da 18.ª legislatura
Essa é uma lista de deputados estaduais de Pernambuco eleitos para o período 2015-2019.

## Composição das bancadas
| Partido | Líder                    | Bancada | Posição      |
| ------- | ------------------------ | ------- | ------------ |
| PSB     | Raquel Lyra              | 15 / 49 | Governo      |
| PTB     | José Humberto Cavalcanti | 6 / 49  | Oposição     |
| PP      | Pastor Cleiton Collins   | 4 / 49  | Governo      |
| PMDB    | Tony Gel                 | 3 / 49  | Governo      |
| PR      | Alberto Feitosa          | 3 / 49  | Governo      |
| PT      | Odacy Amorim             | 3 / 49  | Oposição     |
| PDT     | Pedro Serafim Neto       | 2 / 49  | Oposição     |
| PSD     | Rodrigo Novaes           | 2 / 49  | Governo      |
| SD      | Beto Accioly             | 2 / 49  | Governo      |
| PTC     | Eriberto Medeiros        | 1 / 49  | Governo      |
| PRB     | Bispo Ossesio Silva      | 1 / 49  | Oposição     |
| PSDB    | Claudiano Martins Filho  | 1 / 49  | Governo      |
| DEM     | Priscila Krause          | 1 / 49  | Governo      |
| PSL     | Socorro Pimentel         | 1 / 49  | Governo      |
| PSOL    | Edilson Silva            | 1 / 49  | Independente |
| PHS     | José Eduino Cavalcanti   | 1 / 49  | Governo      |
| PRP     | João Eudes               | 1 / 49  | Governo      |
| PROS    | Soldado Joel da Harpa    | 1 / 49  | Governo      |

## Deputados estaduais
| Número | Deputados estaduais eleitos  | Partido | Votação | Percentual | Cidade onde nasceu      | Unidade federativa |
| 11611  | Pastor Cleiton Collins       | PP      | 216.874 | 4,71%      | Petrolina de Goiás      | Goiás              |
| 40150  | Presbítero Adalto dos Santos | PSB     | 158.874 | 3,45%      | Caruaru                 | Pernambuco         |
| 40789  | Raquel Lyra                  | PSB     | 80.879  | 1,76%      | Recife                  | Pernambuco         |
| 15615  | André Ferreira               | PMDB    | 74.448  | 1,62%      | Recife                  | Pernambuco         |
| 40456  | Simone Santana               | PSB     | 73.178  | 1,59%      | São Raimundo Nonato     | Piauí              |
| 12345  | Guilherme Uchoa              | PDT     | 69.785  | 1,52%      | Timbaúba                | Pernambuco         |
| 14614  | Sílvio Costa Filho           | PTB     | 67.791  | 1,47%      | Recife                  | Pernambuco         |
| 55155  | Joaquim Lira                 | PSD     | 67.584  | 1,47%      | Recife                  | Pernambuco         |
| 55555  | Rodrigo Novaes               | PSD     | 64.456  | 1,40%      | Recife                  | Pernambuco         |
| 22022  | Alberto Feitosa              | PR      | 62.332  | 1,35%      | Recife                  | Pernambuco         |
| 13444  | Odacy Amorim de Souza        | PT      | 61.772  | 1,34%      | Petrolina               | Pernambuco         |
| 40678  | Nilton Mota                  | PSB     | 60.787  | 1,32%      | Surubim                 | Pernambuco         |
| 40110  | Lucas Ramos                  | PSB     | 58.515  | 1,27%      | Recife                  | Pernambuco         |
| 40640  | Waldemar Borges              | PSB     | 57.539  | 1,25%      | Recife                  | Pernambuco         |
| 13123  | Manoel Santos                | PT      | 55.310  | 1,20%      | Serra Talhada           | Pernambuco         |
| 40401  | Miguel Coelho                | PSB     | 55.172  | 1,20%      | Recife                  | Pernambuco         |
| 40654  | Francismar Pontes            | PSB     | 53.015  | 1,15%      | Chapadinha              | Maranhão           |
| 36111  | Eriberto Medeiros            | PTC     | 52.559  | 1,14%      | Recife                  | Pernambuco         |
| 40040  | Lula Cabral                  | PSB     | 50.886  | 1,11%      | Cabo de Santo Agostinho | Pernambuco         |
| 22222  | Henrique Queiroz             | PR      | 50.882  | 1,11%      | Limoeiro                | Pernambuco         |
| 10123  | Bispo Ossesio Silva          | PRB     | 49.993  | 1,09%      | Rio de Janeiro          | Rio de Janeiro     |
| 40999  | Vinícius Labanca             | PSB     | 49.450  | 1,07%      | Recife                  | Pernambuco         |
| 40444  | Clodoaldo Magalhães          | PSB     | 48.729  | 1,06%      | Palmares                | Pernambuco         |
| 45645  | Claudiano Martins Filho      | PSDB    | 48.459  | 1,05%      | Águas Belas             | Pernambuco         |
| 40777  | Aluisio Lessa                | PSB     | 48.162  | 1,05%      | Palmares                | Pernambuco         |
| 25222  | Priscila Krause              | DEM     | 47.882  | 1,04%      | Recife                  | Pernambuco         |
| 14014  | Júlio Cavalcanti             | PTB     | 47.685  | 1,04%      | Arcoverde               | Pernambuco         |
| 40123  | Aglailson Júnior             | PSB     | 44.781  | 0,97%      | Recife                  | Pernambuco         |
| 14000  | Álvaro Porto                 | PTB     | 44.622  | 0,97%      | Canhotinho              | Pernambuco         |
| 40100  | Diogo Moraes                 | PSB     | 44.562  | 0,97%      | Caruaru                 | Pernambuco         |
| 22123  | Rogério Leão                 | PR      | 44.145  | 0,96%      | São José do Belmonte    | Pernambuco         |
| 14111  | José Humberto Cavalcanti     | PTB     | 43.603  | 0,95%      | Limoeiro                | Pernambuco         |
| 40000  | Ângelo Ferreira              | PSB     | 42.640  | 0,93%      | Recife                  | Pernambuco         |
| 15232  | Tony Gel                     | PMDB    | 42.152  | 0,92%      | Recife                  | Pernambuco         |
| 14444  | Romário Pereira              | PTB     | 42.115  | 0,92%      | Simão Dias              | Sergipe            |
| 17111  | Socorro Pimentel             | PSL     | 42.101  | 0,91%      | Recife                  | Pernambuco         |
| 12000  | Pedro Serafim Neto           | PDT     | 41.405  | 0,90%      | Recife                  | Pernambuco         |
| 15999  | Ricardo Costa                | PMDB    | 41.140  | 0,89%      | Recife                  | Pernambuco         |
| 13613  | Teresa Leitão                | PT      | 38.470  | 0,84%      | Recife                  | Pernambuco         |
| 14123  | Augusto César                | PTB     | 37.410  | 0,81%      | Serra Talhada           | Pernambuco         |
| 50000  | Edilson Silva                | PSOL    | 30.435  | 0,66%      | Resende                 | Rio de Janeiro     |
| 31456  | Eduino Cavalcanti            | PHS     | 30.115  | 0,65%      | Pedra                   | Pernambuco         |
| 11111  | Zé Maurício                  | PP      | 27.815  | 0,60%      | São Paulo               | São Paulo          |
| 44555  | João Eudes                   | PRP     | 27.660  | 0,60%      | Bom Conselho            | Pernambuco         |
| 11000  | Dr. Valdi Sales              | PP      | 25.550  | 0,56%      | Surubim                 | Pernambuco         |
| 77677  | Beto Accioly                 | SD      | 24.840  | 0,54%      | Camaragibe              | Pernambuco         |
| 77123  | Professor Lupércio Carlos    | SD      | 24.739  | 0,54%      | Recife                  | Pernambuco         |
| 11900  | Everaldo Cabral              | PP      | 20.062  | 0,44%      | Jaboatão dos Guararapes | Pernambuco         |
| 90300  | Soldado Joel da Harpa        | PROS    | 19.794  | 0,43%      | Recife                  | Pernambuco         |